# Pentas lanceolata
Pentas lanceolata, comumente estrela-do-egito,pentas ou show-de-estrelas é uma herbácea da família Rubiaceae nativa da África assim como do Yemen. É muita usada em paisagismo.

## Sinônimos
A espécie Pentas lanceolata possui 14 sinônimos reconhecidos atualmente.
- Manettia lanceolata (Forssk.) Vahl
- Mussaenda aegyptiaca Poir.
- Mussaenda lanceolata (Forssk.) Spreng.
- Mussaenda luteola Delile
- Neurocarpaea lanceolata (Forssk.) R.Br.
- Ophiorrhiza lanceolata Forssk.
- Pentanisia suffruticosa Klotzsch
- Pentas ainsworthii Scott-Elliot
- Pentas klotzschii Vatke
- Pentas schweinfurthii Scott-Elliot
- Pseudomussaenda lanceolata (Forssk.) Wernham
- Psychotria arabica Klotzsch
- Sipanea carnea Neumann
- Vignaldia luteola Schweinf.

## Descrição
É uma herbácea perene de 30 a 60 centímetros de altura, de folhagem e florescimento decorativos. As inflorescências são densas, terminais, ramificadas com muitas flores que podem ser vermelhas, róseas, brancas ou arroxeadas.
Cultivada em sol pleno, em bordaduras e jardineiras com terra fértil, permeável e periodicamente irrigada. Multiplica-se por estacas e sementes.

## Galeria

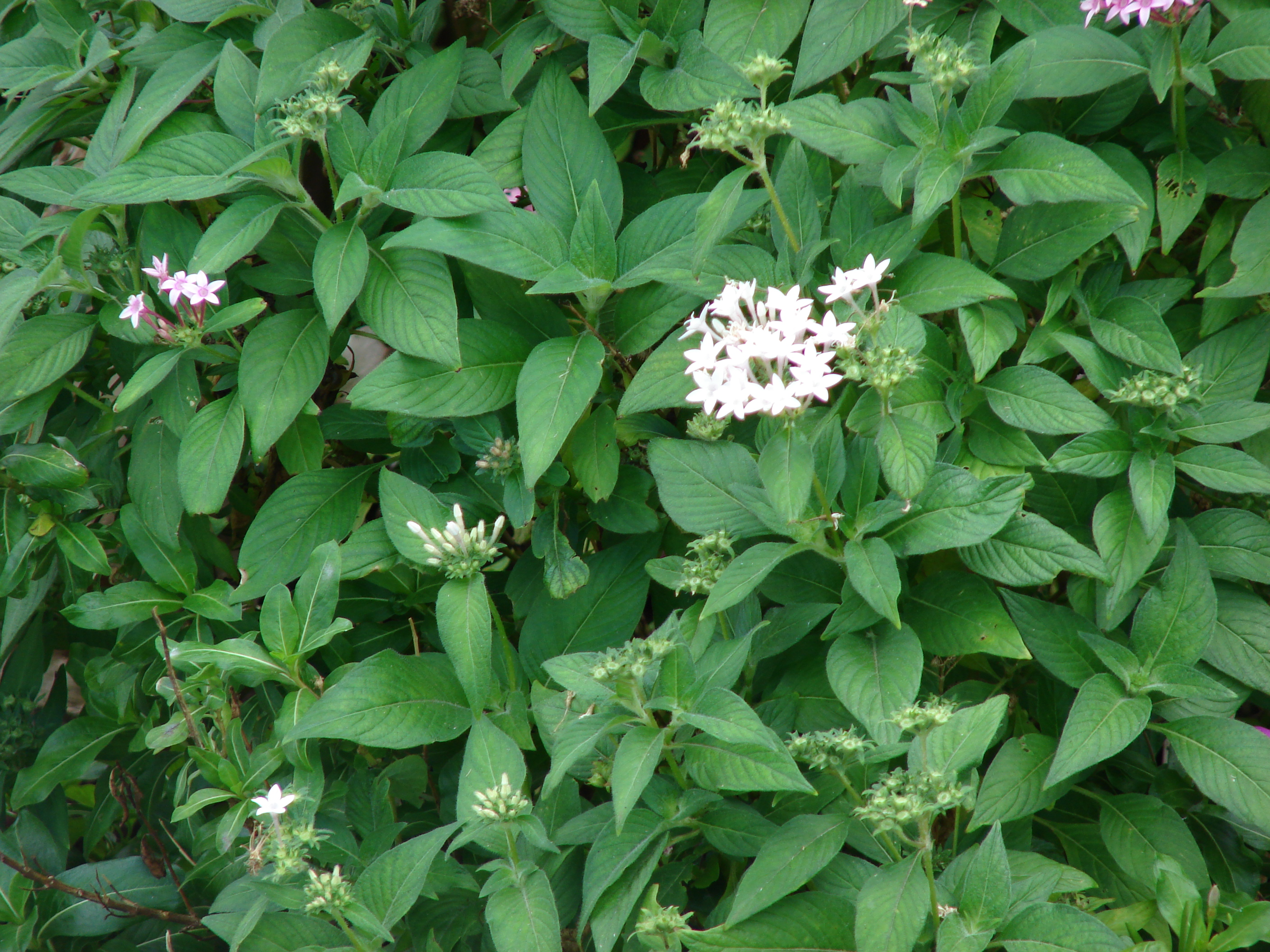
apecto da planta
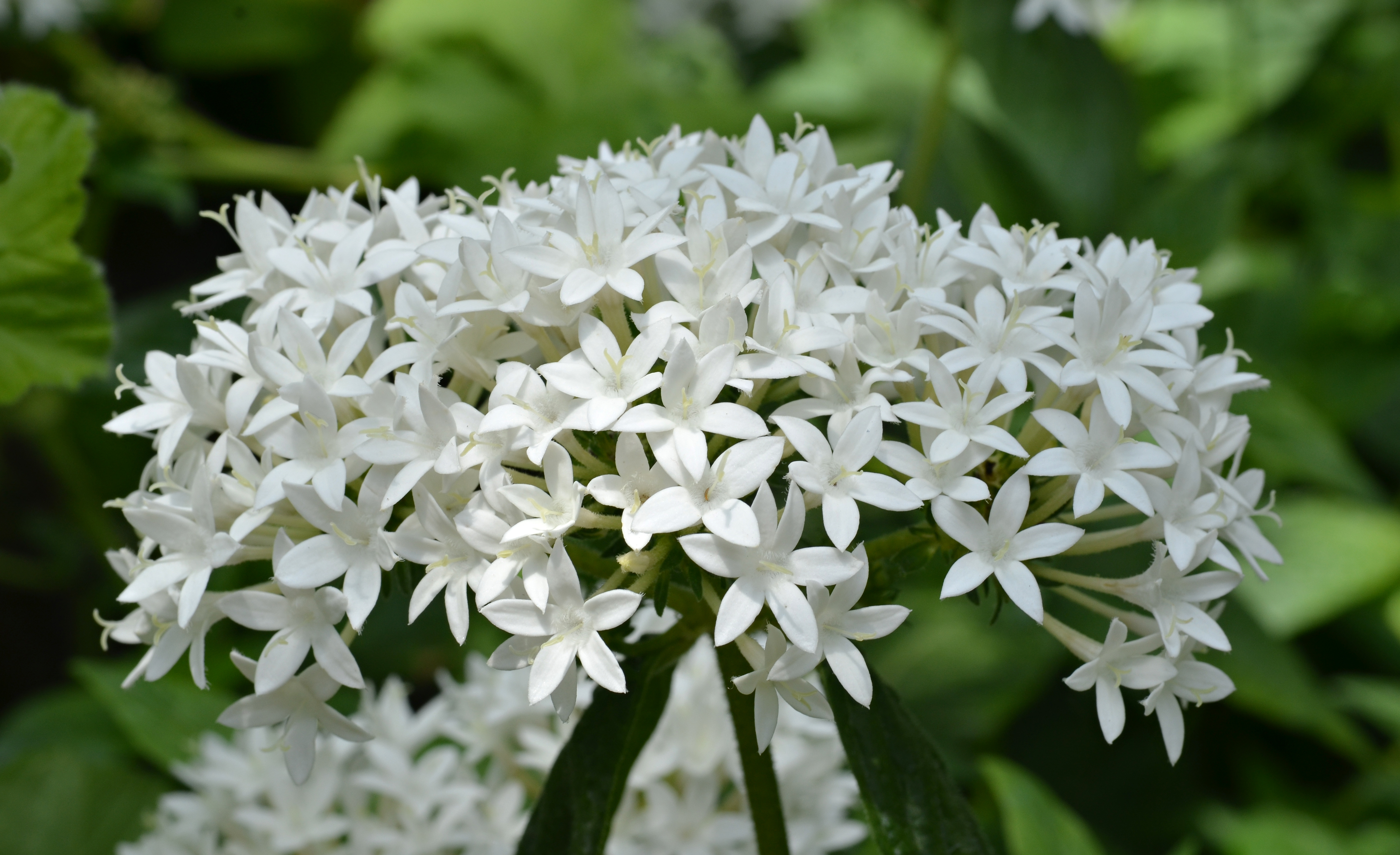
flores brancas
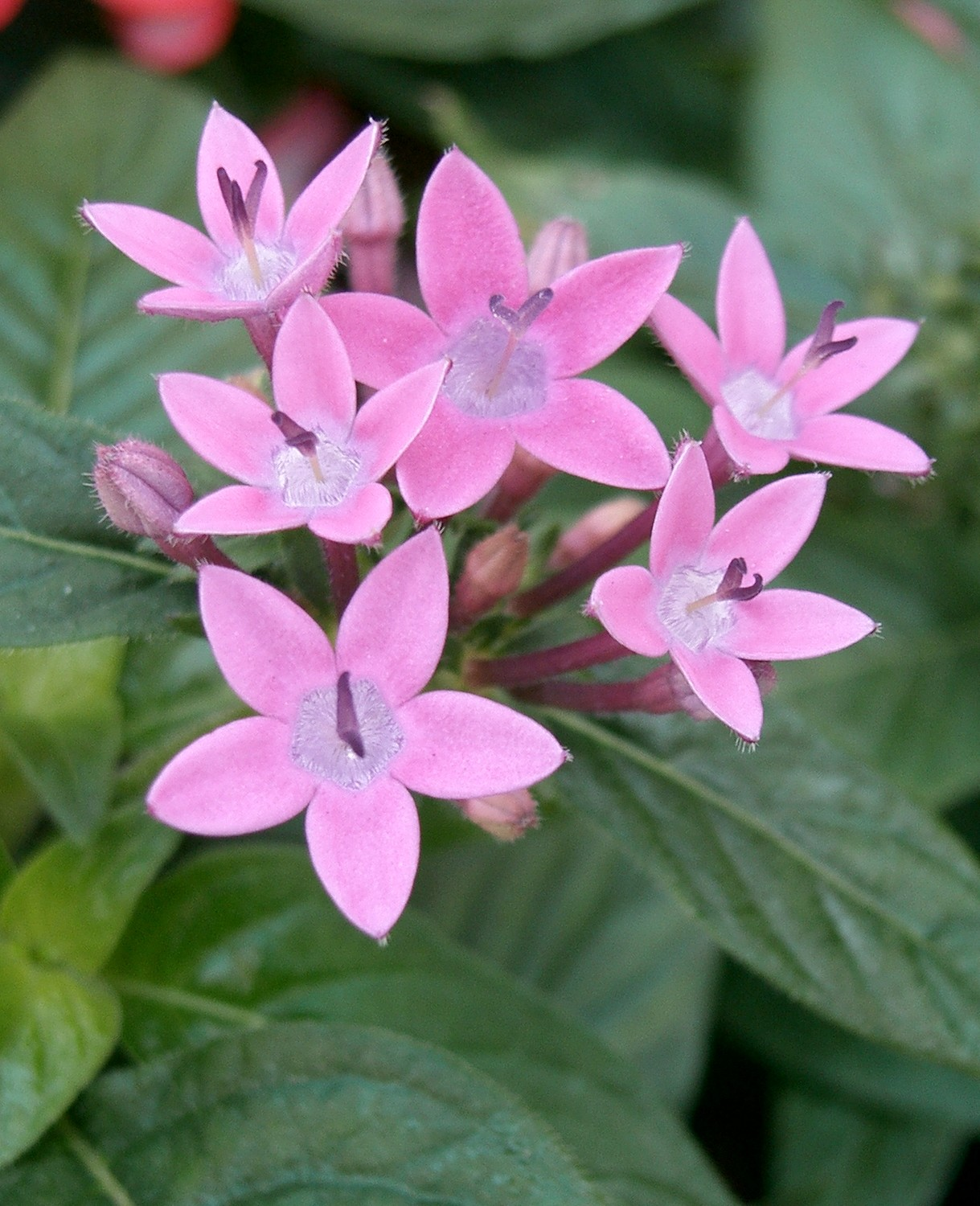
flores rosadas
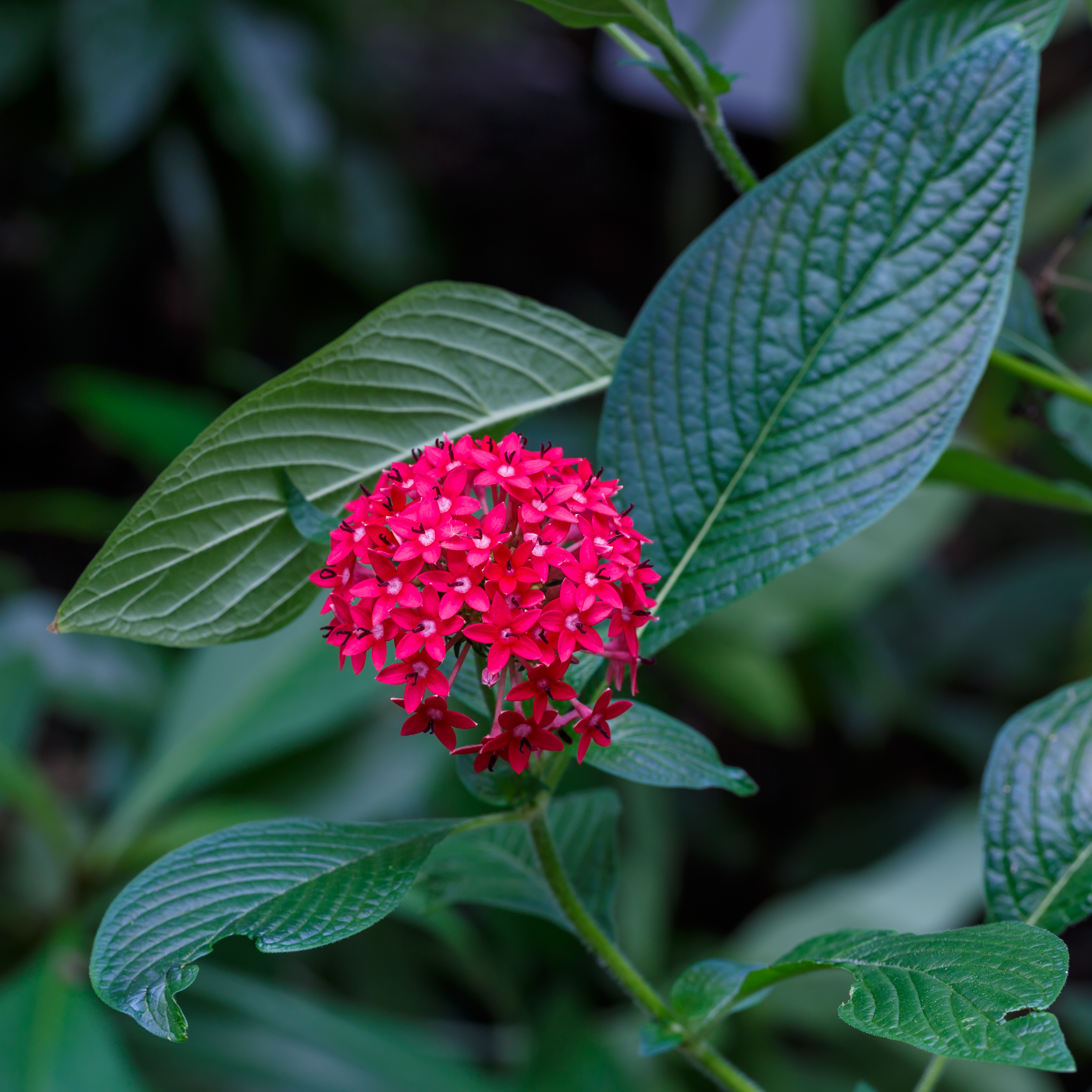
flores vermelhas